# 邓敏
邓敏（1969年—），汉族，中华人民共和国政治人物、第十一届全国政协委员。
担任中国京剧院二团团长。2008年，当选第十一届全国政协委员，代表中华全国妇女联合会，分入第二十组。